# Serie A 2020-21 (kvinder)
Serie A 2019-20 for kvinder var den 53. sæson af kvindernes bedste række i italiensk fodbold.

## Hold

### Stadion og byer
| Hold           | Hjemby        | Stadion                            | 2019–20 sæsonen |
| -------------- | ------------- | ---------------------------------- | --------------- |
| Empoli         | Empoli        | Centro sportivo Monteboro          | 8 i Serie A     |
| Fiorentina     | Florence      | Stadio Gino Bozzi                  | 2 i Serie A     |
| Florentia      | San Gimignano | Stadio Santa Lucia                 | 7 i Serie A     |
| Internazionale | Milano        | Stadio Felice Chinetti             | 6 i Serie A     |
| Juventus       | Turin         | Juventus Center                    | Mestre          |
| Milan          | Milano        | Stadio Brianteo (Monza)            | 3 i Serie A     |
| Napoli         | Napoli        | Stadio Caduti di Brema             | 1 i Serie B     |
| Bari           | Bari          | Stadio Antonio Antonucci (Bitetto) | 10 i Serie A    |
| Roma           | Rom           | Stadio Tre Fontane                 | 4 i Serie A     |
| San Marino     | San Marino    | Campo Sportivo Acquaviva           | 2 i Serie B     |
| Sassuolo       | Sassuolo      | Stadio Enzo Ricci                  | 5 i Serie A     |
| Hellas Verona  | Verona        | Stadio Aldo Olivieri               | 9 i Serie A     |

## Stillingen
| Pos | Hold           | K  | V  | U | T  | M+ | M- | MF  | P  | Kvalifikation eller nedrykning                  |
| --- | -------------- | -- | -- | - | -- | -- | -- | --- | -- | ----------------------------------------------- |
| 1   | Juventus       | 22 | 22 | 0 | 0  | 75 | 10 | +65 | 66 | Kvalifikation til Champions League første runde |
| 2   | Milan          | 22 | 16 | 3 | 3  | 47 | 17 | +30 | 51 | Kvalifikation til Champions League første runde |
| 3   | Sassuolo       | 22 | 16 | 2 | 4  | 47 | 20 | +27 | 50 |                                                 |
| 4   | Fiorentina     | 22 | 12 | 2 | 8  | 40 | 30 | +10 | 38 |                                                 |
| 5   | Roma           | 22 | 10 | 7 | 5  | 35 | 25 | +10 | 37 |                                                 |
| 6   | Empoli         | 22 | 9  | 4 | 9  | 47 | 40 | +7  | 31 |                                                 |
| 7   | Florentia      | 22 | 9  | 3 | 10 | 24 | 37 | −13 | 29 |                                                 |
| 8   | Internazionale | 22 | 7  | 4 | 11 | 31 | 44 | −13 | 25 |                                                 |
| 9   | Hellas Verona  | 22 | 6  | 3 | 13 | 16 | 33 | −17 | 21 |                                                 |
| 10  | Napoli         | 22 | 3  | 5 | 14 | 22 | 38 | −16 | 14 |                                                 |
| 11  | San Marino     | 22 | 3  | 3 | 16 | 16 | 58 | −42 | 12 | Nedrykning til Serie B                          |
| 12  | Bari           | 22 | 1  | 0 | 21 | 13 | 61 | −48 | 3  | Nedrykning til Serie B                          |

1. ↑  Florentia were docked 1 point due to a breach of financial agreements.'"`UNIQ--ref-00000004-QINU`"'

## Sæsonens statistik

### Topscorere
| Nr. | Spiller            | Klub          | Mål |
| --- | ------------------ | ------------- | --- |
| 1   | Cristiana Girelli  | Juventus      | 22  |
| 2   | Valentina Giacinti | Milan         | 18  |
| 3   | Daniela Sabatino   | Fiorentina    | 16  |
| 4   | Natasha Dowie      | Milan         | 12  |
| 4   | Haley Bugeja       | Sassuolo      | 12  |
| 5   | Benedetta Glionna  | Hellas Verona | 10  |
| 5   | Valeria Pirone     | Sassuolo      | 10  |

### Assists
| Nr. | Spiller            | Klub           | Assists |
| --- | ------------------ | -------------- | ------- |
| 1   | Barbara Bonansea   | Juventus       | 9       |
| 1   | Cecilia Prugna     | Empoli         | 9       |
| 3   | Maria Alves        | Juventus       | 7       |
| 3   | Annahita Zamanian  | Juventus       | 7       |
| 3   | Valeria Pirone     | Sassuolo       | 7       |
| 6   | Kamila Dubcová     | Sassuolo       | 5       |
| 6   | Natasha Dowie      | Milan          | 5       |
| 6   | Andrea Stašková    | Juventus       | 5       |
| 6   | Flaminia Simonetti | Internazionale | 5       |
| 6   | Sofia Cantore      | Florentia S.G  | 5       |